# Definición Pre-Libertadores 2002 (Chile)
La definición Pre-Libertadores 2002 fue una competición de fútbol de Chile, jugada en ese año, consistente en una llave de un partido clasificatorio para la Copa Libertadores 2003 como "Chile 3".
Palestino y Cobreloa jugaron esta llave como los mejores puntajes en la Fase Clasificatoria del Apertura y Clausura respectivamente del año 2002.

## Clasificados
| Palestino (3.º Fase Regular del Torneo de Apertura 2002)    |
| Cobreloa (Ganador Fase Regular del Torneo de Clausura 2002) |

Nota: Palestino juega la definición Definición Pre-Libertadores, debido a que Colo-Colo, fue Campeón del Torneo de Clausura 2002 y clasificó a la Copa Libertadores 2003 como "Chile 2", y en la Fase Regular del Torneo de Apertura 2002 fue Primero de la Tabla. Al ocurrir esto, Colo-Colo cedió su puesto de Campeón, Universidad Católica fue campeón del Apertura 2002 y clasificó a la Copa Libertadores 2003 como "Chile 1" y segundo de la Fase Regular del Torneo de Apertura 2002 y cede el cupo de 2.º lugar, se corre la tabla hasta el tercer lugar de esa Fase Regular, que fue precisamente el equipo de Palestino que juega esta llave.

## Desarrollo[1]

#### Partido de ida[2]
| Partido de ida; 21 de diciembre de 2002 | Palestino   | 1:2 (1:2) | Cobreloa        | Estadio Municipal de La Cisterna, Santiago               |                                                          |
|                                         | Rubilar 39' |           | Madrid 10', 17' | Asistencia: 2.865 espectadores Árbitro(s): Eduardo Ponce | Asistencia: 2.865 espectadores Árbitro(s): Eduardo Ponce |

#### Partido de vuelta[3]
| Partido de vuelta; 28 de diciembre de 2002 | Cobreloa | 0:0 | Palestino | Estadio Municipal de Calama, Calama, Chile              |  |
|                                            |          |     |           | Asistencia: 3.277 espectadores Árbitro(s): Rubén Selmán |  |

## Cupos internacionales
|                                                   |
| Cobreloa                                          |
| Clasificado a Copa Libertadores 2003 como Chile 3 |